# هامبرستون
هامبرستون (به انگلیسی: Humberston) یک روستا و محله مدنی در بریتانیا است که در North East Lincolnshire واقع شده‌است. هامبرستون ۵٬۶۳۴ نفر جمعیت دارد.